# 교황 다마소 2세
교황 다마소 2세(라틴어: Damasus PP. II, 이탈리아어: Papa Damaso II)는 제151대 교황(재위: 1048년 7월 17일 - 1048년 8월 9일)이다. 본명은 포포(Poppo)이다. 신성 로마 제국의 하인리히 3세 황제에 의해 지명된 두 번째 독일인 교황이자 교회 역사상 세 번째 독일인 교황인 그는 바이에른 태생으로 재위한 지 24일 만에 선종하였다.

## 황제의 지명
신성 로마 제국의 제위에 오른 하인리히 3세는 로마인들에게 교황 그레고리오 6세에 반대하여 교황 클레멘스 2세를 옹립하도록 압력을 가했다. 1047년 크리스마스에 로마에서 보낸 특사가 하인리히 3세를 찾아와서 클레멘스 2세의 선종 소식을 알리고 다음 교황으로 누구를 선정할 것인지 의견을 구하였다. 당시 하인리히 3세는 프리슬란트에서 지지부진한 전투를 계속하고 있는 상황이었다. 로마의 사절단은 그를 만나기 위해 작센의 푈데에 있는 그의 궁궐까지 찾아갔다. 로마에서 이미 의견을 모은 결과에 따라, 사절단은 이탈리아어를 유창하게 말하는 데다가 로마인들로부터 큰 존경을 받고 있으며, 풍채가 훤칠하기까지 한 리옹의 주교 알리나흐를 적합한 교황 후보로 제시하였다.
하인리히 3세는 이 일을 서둘러 매듭짓기 위해 제국 내에서 가장 큰 영향력을 갖고 있던 리에주의 교구장인 바조 주교에게 과연 누가 차기 교황에 적합한 인물인지 자문을 구하였다. 바조 주교는 유력한 후보들의 면면을 세심히 살펴본 후, 교황의 자리에 오를 인물로 가장 적당한 인물은 다름 아닌 황제가 사임시키도록 압력을 행사한 교황 그레고리오 6세라는 의견을 밝혔다. 그러나 바조 주교는 차기 교황 추천자를 선정하는데 너무 신중하게 일을 처리하느라 자연스럽게 답변이 늦어졌고, 이에 하인리히 3세는 기다리다 못해 곧 인내심을 잃고 말았다. 결국 하인리히 3세는 티롤 지방의 브릭슨 교구의 교구장인 포포 주교를 차기 교황으로 추천했는데, 그는 수트리 교회회의에 참석하여 뛰어난 학식을 자랑한 인물이었다. 이러한 결정은 자연스럽게 차기 교황으로 알리나흐를 강력히 지지했던 사람들의 반감을 샀다. 그러나 이 같은 반발에도 불구하고, 하인리히 3세는 자신의 선물들과 함께 로마 사절단을 돌려보내 차기 교황을 맞이할 준비를 하도록 하였다.

## 이탈리아로 떠나다
한편 사절단이 신성 로마 제국으로 떠난 동안 로마에서는 투스쿨룸 파벌이 영향력을 다시 한 번 키움으로써 황제의 권위는 사실상 소실되었다. 당시 두스쿨룸에 거주하고 있던 베네딕토 9세는 이러한 로마의 상황을 예의주시하며, 지금이야말로 자신이 교황으로 복귀할 절호의 기회라고 생각하였다. 그는 토스카나 후작 보니파시오 3세를 찾아가 자신의 복위를 도와달라고 요청했다. 하인리히 3세를 탐탁지 않게 여겼던 보니파시오 3세는 그의 요청을 기꺼이 받아들였다. 베네딕토 9세는 자신의 편으로 만들기 위해 많은 사람에게 엄청난 양의 금을 뇌물로 제공하였다. 그리고 토스카나 후작의 지원을 받아 1047년 11월 8일부터 1048년 7월 17일까지 8개월 동안 교황좌를 차지하였다.
그러는 사이 새 교황으로 지명된 포포는 울름까지 하인리히 3세의 안내를 받아 이탈리아로 내려갔는데, 이 때 교황청 재산이 거의 파산하기 일보 직전이었다는 사실이 알려지면서 포포는 자기 본래 교구의 수입을 그대로 유지하도록 특별히 허용되었다. 뿐만 아니라, 1048년 알프스에 있는 푸스터 골짜기의 유명한 산림지대를 포포에게 준다는 증서도 작성되었다. 하인리히 3세는 포포를 호위하기 위해 자신이 자리를 비울 경우 반란이 일어날 지도 모른다고 생각하여, 토스카나 후작 보니파시오 3세에게 황명을 받들어 포포를 직접 로마로 안내하고 그를 새 교황으로 안전하게 즉위시킬 것을 지시했다.
그러나 베네딕토 9세가 교황좌를 찬탈할 당시 적극 협조했던 것과 하인리히 3세에 대한 태도로 볼 때, 보니파시오 3세가 토스카나에 도착한 포포에게 "나는 당신과 함께 로마로 갈 수 없소. 로마인들은 베네딕토를 다시 교황으로 복위시켰고, 그는 도시 전체를 자기 편으로 만들었소. 게다가 나는 이제 너무 늙은 몸이오."라고 일언지하에 거절한 것은 그다지 놀라운 일이 아니다. 이러지도 저러지도 못한 포포는 결국 독일로 되돌아갈 수밖에 없었다. 독일로 돌아간 그는 하인리히 3세에게 자초지종을 소상히 알렸다. 이 이야기를 들은 하인리히 3세는 크게 격노했다.

## 교황좌에 착좌하다
포포는 하루속히 베네딕토 9세를 추방하고 후임 교황을 즉위시키라는 하인리히 3세의 서찰을 갖고 보니파시오 3세를 다시 찾아갔다. 하인리히 3세의 글은 간단명료했다. “네가 돈에 눈이 멀어 짐의 명령을 거스르고, 교회법에 따라 물러난 교황을 다시 복위시켰다는 것을 알고 있다. 만약 네 마음을 돌이키지 않는다면, 짐이 친히 너를 찾아가 엄히 꾸짖을 것이다.” 하인리히 3세의 경고에 겁을 먹은 보니파시오 3세는 마음을 돌이켜 군대를 로마로 보내 베네딕토 9세를 강제로 추방시켰다.
베네딕토 9세가 물러난 후, 포포는 승전군처럼 로마에 입성하였다. 로마 시민들은 모두 기뻐하며 장차 교황이 될 그를 환영하였다. 포포는 1048년 7월 17일 산 조반니 인 라테라노 대성전에서 다마소 2세라는 이름으로 교황으로 즉위하였다. 하지만 그의 재임은 오래가지 못했다. 너무 뜨거운 로마의 열기에 지친 다마소 2세는 팔레스트리나로 잠시 피신했으나, 때는 너무 늦었다. 24일이라는 짧은 재임 끝에 그 해 8월 9일에 다마소 2세는 선종하였다. 사후 그의 시신은 산 로렌초 푸오리 레 무라 성당에 안장되었다. 다마소 2세의 시신을 담은 석관은 크기가 컸으며, 포도밭과 포도밭에서 포도를 수확하는 아기 천사들이 부조로 장식되었다.
오노리오 판비니오에 따르면, 다마소 2세가 즉위한 지 얼마 지나지 않아 선종하자 베네딕토 9세의 친구이자 힐데브란트의 추종자인 게르하르트 브라주투스에 의해 독살당한 것이라는 소문이 퍼졌다. 그러나 그러한 이야기의 진위여부는 매우 불확실하며, 현재 가장 가능성 높은 사인은 말라리아에 걸려 선종했다는 것이다.

## 같이 보기
- 교황 목록